# Chicago Fire (serie televisiva)
Chicago Fire è una serie televisiva statunitense ideata da Michael Brandt e Derek Haas, prodotta da Dick Wolf e presentata in anteprima sul network televisivo NBC il 10 ottobre 2012. È la serie che ha dato origine al media franchise One Chicago.
La serie è incentrata sulle missioni di soccorso sanitario e tecnico urgente svolte da un gruppo di vigili del fuoco e soccorritori del dipartimento dei vigili del fuoco di Chicago e sull'evoluzione dei rapporti professionali e personali tra i vari protagonisti.
In Italia la serie è stata trasmessa, fino al nono episodio della nona stagione, sul canale a pagamento Premium Action dal 7 settembre 2013 al 22 aprile 2021, mentre dal decimo episodio della nona stagione viene trasmessa sempre sul canale a pagamento Sky Serie dal 12 ottobre 2021. In chiaro invece, essa viene trasmessa su Italia 1 dal 15 luglio 2014, in prima serata durante il periodo estivo, ed in replica in orario mattutino durante il resto dell'anno.

## Trama
La serie segue le vicende dei vigili del fuoco, soccorritori ed impiegati civili, che operano nel 2º turno di servizio articolato sulle 24 ore (dalle 8 di mattina alle 8 del giorno dopo) presso la Caserma 51, un distaccamento e Caserma dei Vigili del Fuoco del Chicago Fire Department, collocata all'interno del Distretto 4 della città e facente parte del venticinquesimo battaglione dei Vigili del Fuoco di Chicago.
Il parco auto della Caserma 51, è composto da 5 mezzi: L'A.P.S. (Autopompaserbatoio) numero 51, dal Camion numero 81 (una sorta di Autoscala dotata anche di attrezzature per gli incidenti stradali e industriali), dalla Squadra di Soccorso numero 3 (una specie di nucleo S.A.F.) e dalla Ambulanza ALS numero 61, è chiamata quotidianamente a fronteggiare molteplici richieste di soccorso tecnico e sanitario urgente, in una città problematica come Chicago.
Vi è infine l' "auto 25", un suv adibito ad uso esclusivo del comandante della caserma, per scopi di servizio. 
Inizialmente durante le prime stagioni, gli ufficiali della Caserma sono il tenente Kelly Severide, che dirige le operazioni della Squadra di Soccorso 3, e il tenente Matthew Casey caposquadra del Camion 81, promosso poi Capitano nella sesta stagione. In seguito, diventeranno tenenti anche Cristopher Hermann (settima stagione) sulla APS 51 e Stella Kidd (nona stagione) che sostituirà Casey sul camion 81.
A "capo" del distaccamento vi è il comandante Wallace Boden, inizialmente comandante della sola caserma 51, per poi diventare capo battaglione del battaglione 25 ed infine dalla stagione 10, anche Vicecomandante del distretto 4. Nel finale della dodicesima stagione, Boden viene ispirato dal sacrificio eroico di un operaio durante un incidente, il quale, pur rimanendo gravemente ferito e incosciente, decide di mettere in salvo i suoi uomini. Questo gesto tocca profondamente Boden, spingendolo a cogliere l'opportunità di diventare vicecommissario del Dipartimento dei Vigili del Fuoco di Chicago. La sua missione è chiara: migliorare l'intero dipartimento con la stessa dedizione e passione con cui ha sempre guidato la sua amata Caserma 51. I colleghi della 51, seppur dispiaciuti per il suo addio, sono fieri e contenti del suo nuovo incarico, certi che sotto la sua guida il dipartimento diventerà un posto migliore. Boden è stato un eccellente vigile del fuoco prima di avanzare nella carriera, sempre disponibile ad aiutare i colleghi. Il suo stile di comando si basa sulla fiducia e sul rispetto reciproco, vedendo i suoi uomini non solo come colleghi ma come amici. Boden è sempre stato un modello e una figura di riferimento, proteggendo la Caserma 51 da ogni minaccia e spesso rinunciando a opportunità di carriera per il bene della squadra.
Durante la stagione 13, la caserma 51 "orfana" di Boden promosso a vice commissario, vede l'arrivo di un nuovo comandante Dominic "Dom" Pascal, proveniente dal corpo dei vigili del fuoco di Miami.

## Episodi
| Stagioni             | Episodi | Prima TV USA | Prima TV Italia |
| -------------------- | ------- | ------------ | --------------- |
| Prima stagione       | 24      | 2012-2013    | 2013-2014       |
| Seconda stagione     | 22      | 2013-2014    | 2014-2015       |
| Terza stagione       | 23      | 2014-2015    | 2015            |
| Quarta stagione      | 23      | 2015-2016    | 2016            |
| Quinta stagione      | 22      | 2016-2017    | 2017            |
| Sesta stagione       | 23      | 2017-2018    | 2018            |
| Settima stagione     | 22      | 2018-2019    | 2019            |
| Ottava stagione      | 20      | 2019-2020    | 2020            |
| Nona stagione        | 16      | 2020-2021    | 2021            |
| Decima stagione      | 22      | 2021-2022    | 2021-2022       |
| Undicesima stagione  | 22      | 2022-2023    | 2022-2023       |
| Dodicesima stagione  | 13      | 2024         | 2024            |
| Tredicesima stagione | 22      | 2024-2025    | 2024-2025       |

## Personaggi e interpreti

### Personaggi principali
- Matthew Casey (stagioni 1-10, guest stagioni 11-12), interpretato da Jesse Spencer e doppiato da Stefano Crescentini. Tenente e poi Capitano del camion 81. Quando non è di turno lavora nel settore dell'edilizia e ristrutturazioni. Nella prima stagione è fidanzato con la tirocinante di medicina Hallie Thomas, tra molti alti e bassi. La relazione termina definitivamente con la morte della ragazza, uccisa nell'incendio della clinica in cui lavorava. Nella seconda stagione subisce un grave incidente durante un incendio e si fidanza ufficialmente con la collega paramedico Gabriela Dawson. Proprio spinto da Gabriela diventerà consigliere del quartiere nel quale vive. In seguito, abbandonerà la carica politica e verrà promosso al grado di capitano. Nella quinta stagione sposa Gabriela e provano ad adottare un bambino, Louis. Alla fine della sesta stagione, lei si trasferisce a Porto Rico per delle operazioni di soccorso, mettendo così fine al loro matrimonio. Durante la settima e l'ottava stagione, Casey intraprende un'amicizia che si trasforma in amore con Sylvie Brett, anche lei paramedico sull'ambulanza 61 nonché ex partner di Dawson. Il personaggio abbandonerà la serie durante la decima stagione, trasferendosi in Oregon per occuparsi dei due figli del collega e migliore amico Andy Darden, morto in servizio anni prima, visto che la loro madre è in prigione per furto. Sebbene inizialmente tra i due ci fosse molto attrito, in seguito diventa il migliore amico di Kelly Severide, di cui sarà più volte coinquilino oltre che testimone di nozze. Nell'undicesima stagione torna alcune volte a Chicago per lavoro e per rivedere Sylvie, dopo che lei lo aveva lasciato. Alla fine della stagione, si renderanno però conto di amarsi ancora così lei accetta di sposarlo e trasferirsi a Portland con lui e i ragazzi Darden. Il matrimonio si celebra all'inizio della dodicesima stagione e segna l'addio ufficiale del personaggio.
- Kelly Severide (stagione 1-in corso), interpretato da Taylor Kinney e doppiato da Riccardo Rossi. È il tenente della Squadra di Soccorso 3. All'inizio della serie vive insieme a Leslie Shay, la sua migliore amica. Nella prima stagione soffre di dolori alla spalla, che terrà sotto controllo prendendo antidolorifici senza prescrizioni per paura di dover lasciare il lavoro. Solo a metà stagione si deciderà ad affrontare il problema e a farsi operare. Nelle prime due stagioni intraprende una relazione con Renee, che cerca anche di addossargli una gravidanza, ma poi deciderà di lasciarlo per un'importante occasione lavorativa in Europa. Nella terza stagione, totalmente allo sbando per la perdita di Shay, sposa a Las Vegas una donna appena conosciuta, ma la relazione durerà appena pochi mesi; nonostante tutto, la donna aiuta Kelly a superare il trauma per la morte di Shay. Nella quinta stagione Kelly dona il proprio midollo osseo per aiutare Anna, una donna malata di leucemia, sottoponendosi all'intervento senza anestesia. Dopo averla conosciuta, si innamorerà di lei e staranno insieme finché purtroppo lei non morirà per una recidiva del cancro. Nella sesta stagione inizierà una relazione con Stella Kidd, di cui si era innamorato già ai tempi dell'Accademia. A metà della settima stagione Stella lo lascerà dopo la morte del padre di Kelly ma alla fine tornano insieme. Si fidanzano nella nona stagione. Nell'ottava stagione il commissario Grissom lo trasferirà momentaneamente al Nucleo Investigativo Antincendi (OFI) per aiutarli a smaltire i casi arretrati di incendio doloso, visto l'enorme talento di Kelly in questo ambito, ereditato dal padre. Continuerà sporadicamente a lavorare con l'OFI anche nelle seguenti stagioni. Nella decima stagione sposa Stella. È il migliore amico di Matt Casey, che gli farà da testimone di nozze. Nella dodicesima stagione vuole un bambino con Stella e scopre di avere un fratello, Jack Damon.
- Stella Kidd (stagione 4-in corso), interpretata da Miranda Rae Mayo e doppiata da Stella Musy. Dapprima Vigile del fuoco del Camion 81, diventerà poi Tenente nella nona stagione e sarà a capo dell'81 dalla decima stagione in seguito alla partenza di Casey. Lavora al Molly's con Herrmann. Conosceva già Kelly Severide e Gabriela Dawson. È ancora legata al suo ex marito che sotto sostanze stupefacenti tenta di ucciderla. Ha una relazione con Kelly Severide dalla sesta stagione (si lasceranno per un breve periodo nella settima stagione dopo la morte del padre di Severide). Si sposeranno alla fine della decima stagione. Nella dodicesima stagione Kelly le dice di volere un bambino ma lei non si sente pronta. È molto legata a Boden e Sylvie, che sarà la sua damigella d'onore.
- Gabriela Dawson (stagioni 1-6, guest star 7-8) interpretata da Monica Raymund e doppiata da Rossella Acerbo. Paramedico dell'Ambulanza 61 e amica di Leslie Shay. Successivamente seguirà l'addestramento per diventare vigile del fuoco. Ha una relazione con Peter Mills nella prima stagione, con cui rimarrà in ottimi rapporti. Nella seconda stagione, invece, si fidanza con Matthew Casey, di cui rimarrà incinta perdendo poi il figlio per un aborto spontaneo. A causa di questo, non potrà più avere figli. Nella quinta stagione sposa Casey e provano ad adottare Louis, un bambino salvato durante un incendio. Tuttavia, quando il padre di Louis e la propria famiglia ne chiederanno la custodia, Gabriela e Matthew decidono di rinunciare all'adozione. Alla fine della sesta stagione accetta di andare in Porto Rico per effettuare operazioni di soccorso, facendo ritorno solo una volta durante l'ottava stagione.
- Leslie Shay (stagioni 1-2, guest stagione 3), interpretata da Lauren German e doppiata da Paola Majano. Paramedico della ambulanza 61, collega di Gabriella e dichiaratamente lesbica. All'inizio della serie, scopre che la sua ex fidanzata Clarice si è sposata con un uomo da cui ha avuto un figlio, rimanendo sconvolta. Le due avranno una fase di riavvicinamento e Leslie scoprirà di voler diventare madre, decidendo infine di provarci da sola ma chiedendo a Severide di farle da donatore di sperma. Nella seconda stagione la sua partner, Devon, deruba lei e i suoi coinquilini, Otis e Severide, di cui è anche la migliore amica. Per questo Shay si sente in colpa e cadrà in un momento di grande sconforto. Muore in servizio nel finale della seconda stagione, apparendo poi nella terza stagione in vari flashback come Guest. Si scopre in seguito che in realtà è stata uccisa per errore da un piromane, il cui vero obiettivo era Dawson.
- Peter Mills (stagioni 1-3), interpretato da Charlie Barnett e doppiato da Lorenzo De Angelis. Allievo Vigile del fuoco, che ha appena concluso l'Accademia, nella prima stagione è “candidato” sul Camion 81. Successivamente, passa nella Squadra di Soccorso 3. Inizialmente ha problemi con il comandante Boden, soprattutto dopo avere saputo che questi ha avuto una relazione con sua madre, che ha quindi tradito il padre di Mills, anche lui vigile del fuoco. Poi però i due si chiariranno e Boden diventerà una figura di riferimento per Peter. Ha una relazione con Gabriela Dawson. Quando viene ferito e sviluppa problemi di equilibrio, accetta il ruolo di paramedico pur di rimanere alla caserma 51. Nonostante alla fine venga autorizzato a rientrare nella Squadra, decide di lasciare Chicago per trasferirsi con la famiglia nel North Carolina e riaprire il ristorante ereditato dal nonno.
- Christopher Herrmann (stagione 1-in corso), interpretato da David Eigenberg e doppiato da Luca dal Fabbro. Vigile del fuoco del Camion 81 e poi Tenente della APS 51. È sposato con Cindy, insieme alla quale ha cinque figli. Dopo la quinta gravidanza della moglie decide di fare una vasectomia. All'inizio è sempre in cerca di modi per aumentare le proprie entrate economiche, visto che con lo stipendio da pompiere fatica a mantenere la sua famiglia, e spesso cade vittima di truffe. Sempre per questo motivo, insieme a Dawson e Otis, decide di rilevare un pub, il Molly's, dopo aver salvato il titolare da un incendio. Nella settima stagione diventerà tenente su iniziativa di Wallace Boden, e, abbandonando il Camion, prenderà il comando della Autopompa 51, sostituendo un collega andato in pensione. Ha un carattere allegro, chiacchierone, ma è anche molto competitivo e si arrabbia facilmente, motivo per cui è spesso vittima di scherzi e prese in giro da parte dei colleghi. È il migliore amico di Mouch e ha un rapporto molto stretto con Boden, a cui farà da testimone di nozze. Come padre è molto apprensivo e tende ad esagerare nelle punizioni quando si arrabbia, ma alla fine Cindy riesce sempre a farlo ragionare e a mettere pace tra lui e i ragazzi. Quando nell'undicesima stagione la moglie scopre di avere un tumore ai polmoni, fa di tutto per prendersi cura di lei stare vicino ai loro figli, cercando di farli soffrire il meno possibile, guarendo alla fine. Nella dodicesima stagione salva la Caserma 51 dall'esplosione di una bomba riportando però problemi all'udito, che lo costringono a portare apparecchi acustici per rimanere in servizio. Con la nomina e l'abbandono di Boden, quest'ultimo lo propone come nuovo comandante della Caserma 51, data la sua capacità di ascoltare e stare vicino agli altri membri.
- Wallace Boden (stagioni 1-12, guest stagione 13), interpretato da Eamonn Walker e doppiato da Massimo Corvo. È il Comandante della Caserma 51 e del Battaglione 25. È molto autorevole e ha la mano ferma, ma è sempre in prima linea quando si tratta di difendere i suoi uomini. È divorziato e ha un figliastro che non vede da anni. Nella seconda stagione si sposa con Donna Robins da cui poi avrà un figlio, Terrence. Suo padre, un ex poliziotto, morirà di cancro qualche settimana dopo la nascita di Terrence. Alla fine della nona stagione riceverà la promozione a Vice Capo del Distretto 4 e durante la decima stagione, dopo un iniziale trasferimento presso la caserma 90, ritornerà alla 51, trasferendo lì il suo ufficio di Vice Capo. Alla fine della 12 stagione viene promosso Vice-commissario del Dipartimento dei Vigili del Fuoco di Chicago e lascia la 51.
- Brian Zvonecek (stagioni 2-8, ricorrente stagione 1), interpretato da Yuri Sardarov e doppiato da Roberto Gammino. Vigile del fuoco del Camion 81 soprannominato "Otis" in quanto deputato ad azionare l'autoscala. Ha avuto una relazione con la sorellastra di Kelly Severide, Katie. Ha abitato con Leslie Shay e Kelly Severide. Dalla sesta stagione diventa proprietario di un altro bar: il Molly's North. Nel primo episodio della ottava stagione Otis viene ferito in un'esplosione di un edificio e muore in ospedale davanti agli occhi di Cruz.
- Randall McHolland (stagione 2-in corso, ricorrente stagione 1), interpretato da Christian Stolte e doppiato da Roberto Stocchi. Vigile del fuoco del Camion 81. È donatore di sperma e nella terza stagione conosce la figlia biologica nata da una gravidanza assistita. Si sposerà con il sergente Trudy Platt. Dopo la morte di Otis lui e la moglie acquisteranno le sue quote del Molly's diventando soci.
- Joe Cruz (stagione 2-in corso, ricorrente stagione 1), interpretato da Joseph Minoso e doppiato da Massimo De Ambrosis. Vigile del fuoco della Squadra di Soccorso 3. Ha avuto una relazione con Zoya, la cugina di Otis, arrivando anche a chiederle di sposarlo, ma lei lo lascia tornando in Russia. Suo fratello fa parte di una gang, ma grazie al suo aiuto e la collaborazione con la polizia riesce a uscire dal giro ed è costretto ad andare via da Chicago. È coinquilino di Otis, ha avuto una relazione con Sylvie Brett e nella quarta stagione entra a fare parte della squadra 3. Nell'ottava stagione sposa Chloe Allen, una ragazza conosciuta in servizio in un edificio in fiamme. Nella decima stagione nasce il suo primo figlio Brian Leon Cruz Otis, in onore di Otis e del fratello Leon.
- Hallie Thomas (stagione 1), interpretata da Teri Reeves e doppiata da Eleonora De Angelis. Fidanzata di Matthew Casey e tirocinante di medicina. Muore alla fine della prima stagione in un incendio della clinica in cui lavorava.
- Sylvie Brett (stagioni 3-12), interpretata da Kara Killmer e doppiata da Benedetta Ponticelli dalla stagione 3 alla 11 e da Luisa D'Aprile nella stagione 12. Paramedico dell'ambulanza 61, chiamata a sostituire Leslie Shay dopo la sua morte, ed inizialmente nuova partner di Gabriela. È venuta a Chicago per rifarsi una vita, dopo avere lasciato il fidanzato. Ha avuto una relazione con Joe Cruz, con Antonio Dawson e con il cappellano Kyle Sheffield. Attualmente ha una relazione con Matt Casey. Lascia la serie nella dodicesima stagione, dopo aver sposato Matt.
- Jessica "Chili" Chilton (stagione 4, ricorrente stagione 3), interpretata da Dora Madison e doppiata da Valentina Favazza. Paramedico dell'ambulanza 61 e partner di Brett, è una donna vivace e molto emotiva. Si affeziona quasi subito a Herrmann, in seguito al tentativo di mettere sul mercato una sua idea. Ha una breve relazione con il nuovo candidato, Jimmy Borrelli. Viene licenziata da Boden per problemi di alcolismo.
- Jimmy Borrelli (stagioni 4-5), interpretato da Steven R. McQueen e doppiato da Alessio Puccio. Allievo Vigile e Candidato nel Camion 81. Suo fratello, Danny Borrelli, lavora alla Caserma 67. Ha avuto una relazione con Chili. Alla fine della stagione il fratello muore sotto la supervisione di Boden, quindi Jimmy continuerà a incolpare il comandante fino a che, in seguito a un incidente in cui resta talmente ustionato da dovere smettere di lavorare, il giovane si riconcilia con l'ormai ex superiore.
- Emily Foster (stagioni 7-8) interpretata da Annie Ilonzeh e doppiata da Gemma Donati Paramedico dell'Ambulanza 61. Ex studentessa di medicina, espulsa per avere imbrogliato a un test. Prende il posto di Gabriela Dawson, nel frattempo partita per Porto Rico. Al termine della ottava stagione lascerà il lavoro da paramedico e la 51 per ritentare il percorso di laurea in medicina alla università Northwestern.
- Blake Gallo (stagioni 8-12) interpretato da Alberto Rosende e doppiato da Emanuele Ruzza. Allievo Vigile del Fuoco del Camion 81, italo americano. Arrivato durante la ottava stagione, prende il posto di Otis dopo la sua morte, per poi essere promosso a vigile effettivo durante la decima stagione. È spericolato e impulsivo, ma con metodi efficaci. È molto sensibile negli incidenti legati alle famiglie, in quanto da piccolo perse la sua in un incendio. Lascia la serie nella dodicesima stagione. Ha avuto una relazione con la paramedica Violet Mikami quando entrambi erano alla caserma 20. Terminata la relazione essi rimaranno comunque buoni amici, seppur in varie occasioni Gallo lasci intendere di essere ancora innamorato di Violet. Lascerà la caserma 51 nella prima puntata della dodicesima stagione, per stare vicino alla zia ritrovata.
- Sam Carver (stagione 11-in corso) interpretato da Jake Lockett e doppiato da Marco Vivio. Vigile del Fuoco sul camion 81. Arriva in seguito alla partenza di Mason. Ha frequentato l'Accademia con Stella Kidd ed era innamorato di lei. Prova ancora dei sentimenti per Stella, che ora è il suo Tenente. Avrà una relazione con Violet nella dodicesima stagione ma si lasceranno nel finale. Nella tredicesima ritorna insieme ad una sua vecchia fiamma, Tori.
- Darren Ritter (stagione 8-in corso, ricorrente stagione 7) interpretato da Daniel Kyri e doppiato da Gabriele Vender. Allievo Vigile del Fuoco e poi vigile effettivo dell'Autopompa 51. Si trasferisce sul camion 81 nella tredicesima stagione. Buon amico di Violet e Blake.
- Gianna Mackey (stagione 9), interpretata da Adriyan Rae e doppiata da Domitilla D'Amico. Paramedico della Caserma 51 che prenderà il posto di Emily Foster durante la nona stagione come collega di Brett. È molto dolce, simpatica e devota al suo mestiere. Si trasferisce in un'altra caserma a metà della stagione per fare un salto di carriera.
- Violet Mikami (stagione 10-in corso, ricorrente stagioni 8-9), interpretata da Hanako Greensmith e doppiata da Lavinia Paladino nelle stagioni 8-11 e dalla stagione 13 alle successive e da Maria Giulia Ciucci nella stagione 12. Paramedico inizialmente assegnata dalla caserma 20, ha avuto una relazione con il collega Blake Gallo, sbocciata quando essi erano in accademia. A metà della nona stagione si trasferisce temporaneamente alla 51 per sostituire Gianna, facendo coppia con Brett, diventando subito buone amiche. Sarà la sua damigella d'onore al matrimonio con Casey. Dalla fine della stagione resterà definitivamente. Terminata la relazione con Gallo, i due rimaranno comunque buoni amici, seppur in svariate occasioni i due lasciano intendere di essere ancora innamorati. Stringerà una forte amicizia con Ritter. Intraprende una relazione con Evan Hawkins nella decima stagione ma lui morirà nella undicesima. Nella dodicesima stagione si innamora di Sam Carver e stanno insieme. Si lasciano alla fine della stagione dopo che lei lo accusa di essere ancora innamorato di Stella Kidd.
- Lizzy Novak (stagione 12-in corso), interpretata da Jocelyn Hudon e doppiata da Myriam Catania. Paramedico dell'Ambulanza 61 che prenderà il posto di Sylvie Brett.
- Dom Pascal (stagione 13-in corso), interpretato da Dermot Mulroney e doppiato da Alberto Angrisano. È il nuovo Comandante della Caserma 51 dopo la partenza di Boden. Prima di trasferirsi alla 51 lavorava a Miami, che ha lasciato per motivi oscuri. È sposato con Monica Pascal, sebbene la donna non sia del tutto innamorata. È molto diverso da Boden. Non va d'accordo con Stella Kidd, che prende di mira continuamente.

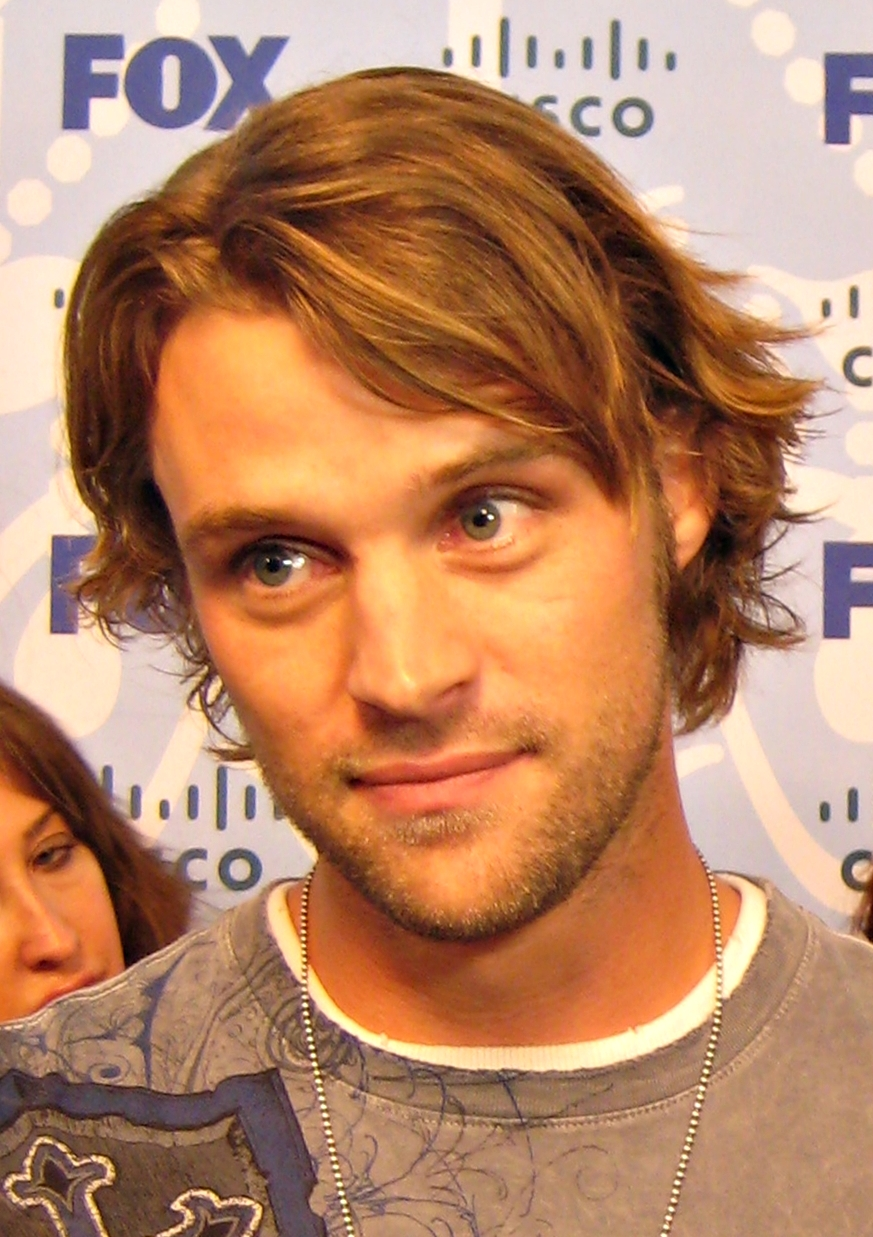
Casey
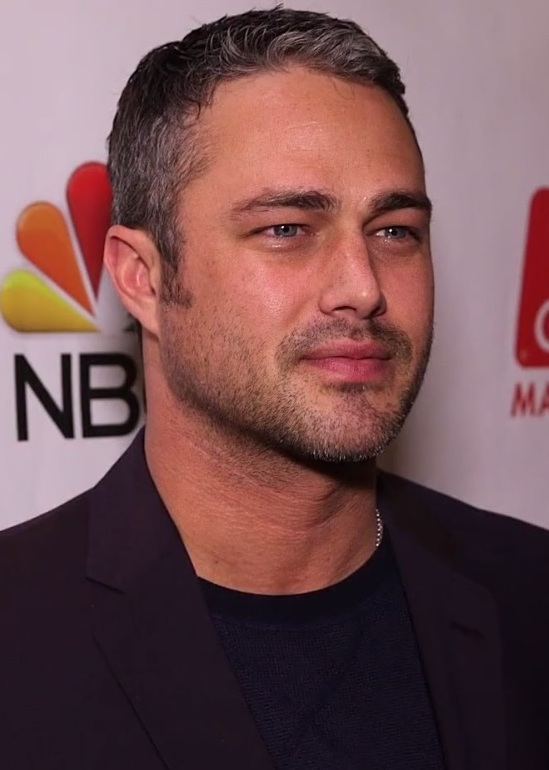
Taylor Kinney interpreta Kelly Severide
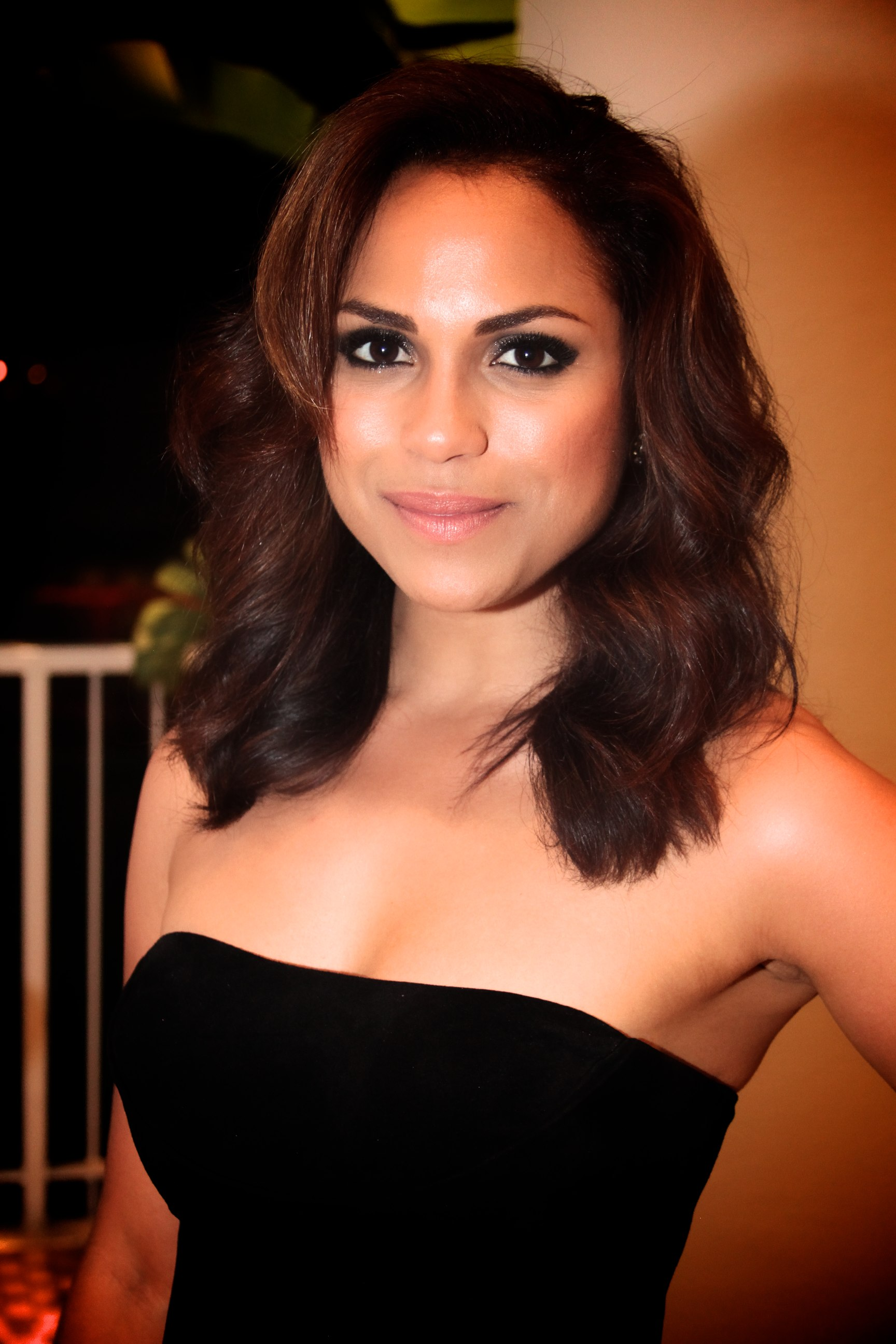
Monica Raymund interpreta Gabriela Dawson
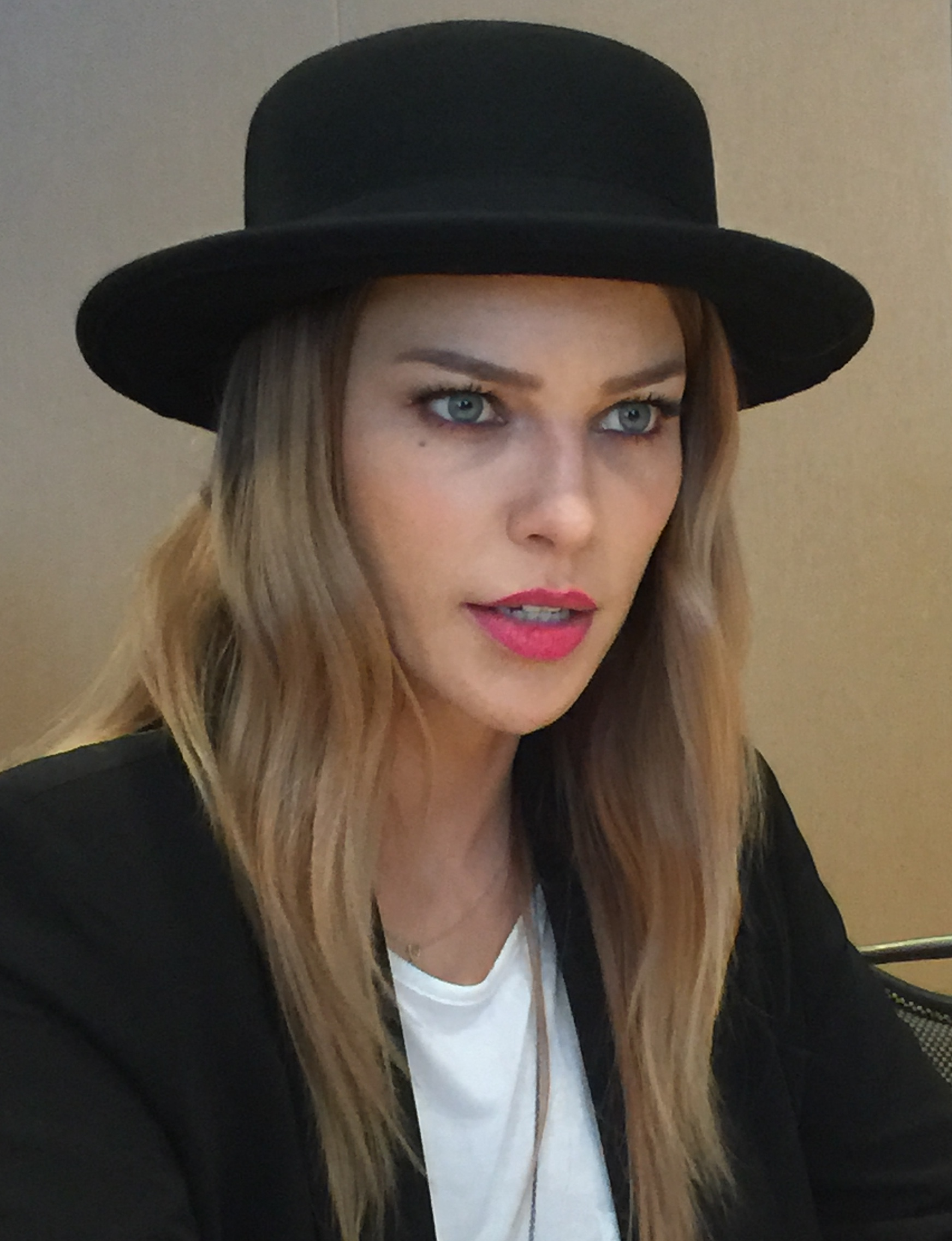
Lauren German interpreta Leslie Shay
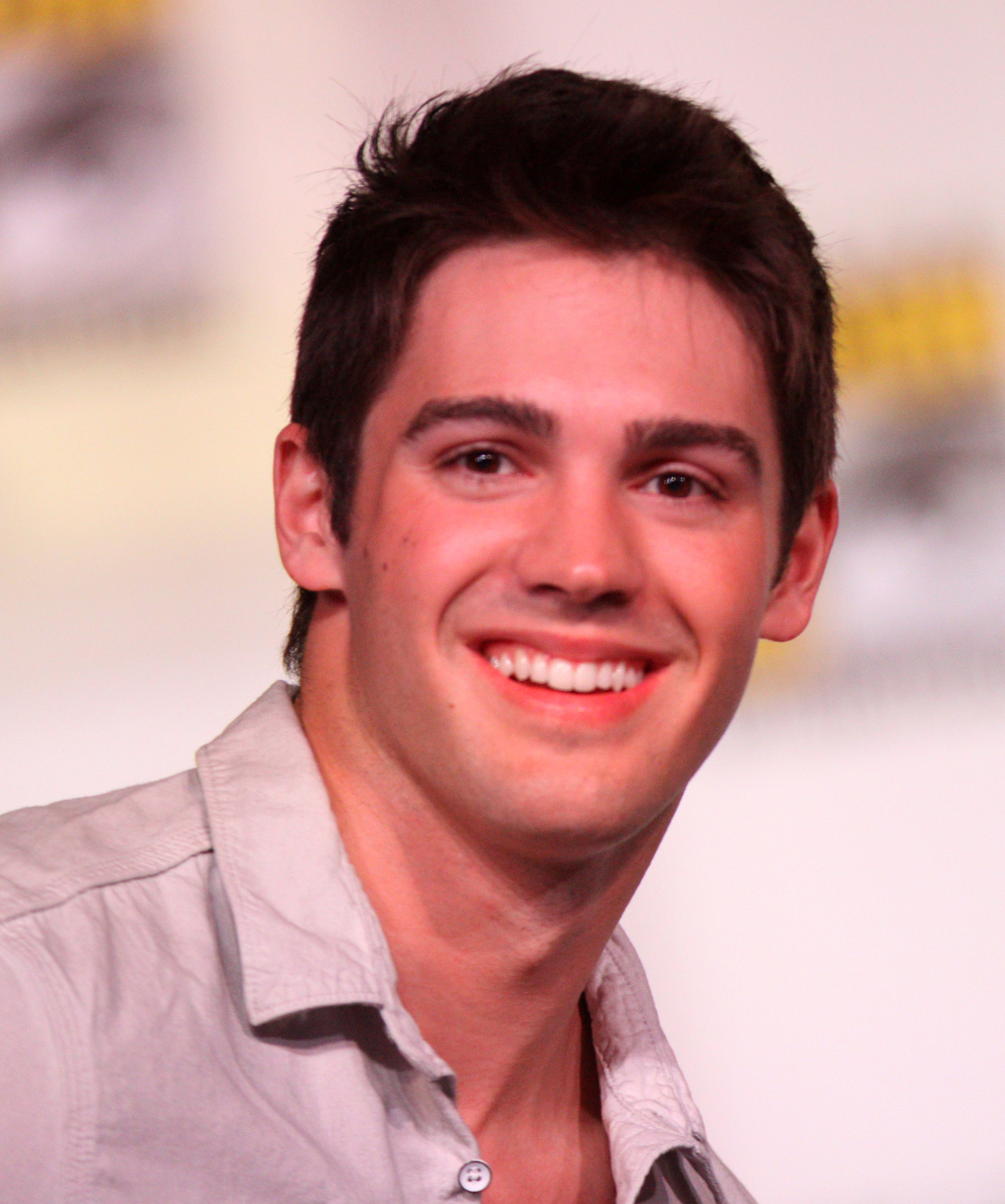
Steven R. McQueen interpreta Jimmy Borrelli

### Personaggi secondari
- Andy Darden (stagione 1), interpretato da Corey Sorenson e doppiato da Niseem Onorato. Vigile del fuoco del Camion 81. Muore nel primo episodio in un'esplosione in un edificio.
- Heather Darden (stagioni 1-2), interpretata da Chaon Cross e doppiata da Benedetta Ponticelli. Moglie di Andy Darden, che diventa vedova nel primo episodio della prima stagione. Nella seconda stagione viene arrestata per guida in stato di ebbrezza. Con l'aiuto di Casey viene rilasciata e si trasferirà in Florida con i figli.
- Benny Severide (stagioni 1-7), interpretato da Treat Williams e doppiato da Luca Biagini dalla stagione 1 alla 4 e nelle stagioni 6 e 7 e da Michele Gammino nella stagione 5. Padre di Kelly Severide ed ex vigile del fuoco. Ha lavorato con il Comandante Boden.
- Renee Royce (stagioni 1-2, 6), interpretata da Sarah Shahi e doppiata da Barbara De Bortoli. Ragazza di Kelly Severide nella prima stagione. Dopo essersene andata in Spagna torna dicendo di essere incinta e che il padre è Severide. Quando poi lui scoprirà che non è vero lei se ne andrà.
- Cindy Herrmann (stagione 1-in corso), interpretata da Robyn Coffin e doppiata da Anna Cesareni. Moglie di Christopher Herrmann, con cui ha cinque figli.
- Jose Vargas (stagione 1), interpretato da Mo Gallini e doppiato da Pasquale Anselmo. Vigile del fuoco della Squadra di Soccorso 3. Smette di lavorare in seguito a un infortunio sul lavoro.
- Nicki Rutkowski (stagione 1), interpretata da Meghann Fahy, addetta alle paghe. Ha avuto una relazione con Severide.
- Harold Capp (stagione 1-in corso), interpretato da Randy Flagler e doppiato da Gianni Bersanetti. Vigile del fuoco della Squadra di Soccorso 3.
- Tony (stagione 1-in corso), interpretato da Anthony Ferraris e doppiato da Luca Graziani. Vigile del fuoco della Squadra di Soccorso 3.
- Clarice Carthage (stagione 1), interpretata da Shiri Appleby e doppiata da Francesca Fiorentini. Ex-ragazza di Leslie Shay. Dopo avere scoperto di essere incinta tornerà a stare insieme a Shay, e insieme lotteranno per la custodia del bambino. In seguito lascerà Shay.
- Connie (stagioni 1-6), interpretata da DuShon Monique Brown. Segretaria del Comandante Boden.
- Elise Mills (stagioni 1-3), interpretata da Alexandra Metz e doppiata da Letizia Scifoni. Sorella di Peter Mills.
- Ingrid Mills (stagioni 1-3), interpretata da Linda Powell. Madre di Peter Mills. Ha avuto una relazione con il Comandante Boden.
- Kevin Hadley (stagioni 1-2), interpretato da William Smillie e doppiato da David Chevalier. Vigile del fuoco della Squadra di Soccorso 3 nella prima stagione. Dopo essere stato cacciato dal Comandante Boden inizierà ad appiccare incendi per vendicarsi.
- Jeff Clarke (stagione 2, ricorrente stagione 5), interpretato da Jeff Hephner e doppiato da Alessio Cigliano. Vigile del fuoco della Squadra di Soccorso 3 nella seconda stagione. Verrà indagato per la morte dell'amante della moglie, ma risulterà innocente. In seguito a un infortunio non potrà più lavorare come vigile del fuoco e studierà medicina.
- Tenente Spellman (stagione 2), interpretato da John Hoogenakker.
- Tommy Welch (stagioni 2-3), interpretato da Kenny Johnson e doppiato da Christian Iansante. Tenente della Caserma 105.
- Isabella (stagione 2), interpretata da Mena Suvari. Aiuterà Mouch con la campagna per diventare presidente del sindacato.
- Leon Cruz (stagione 2-in corso), interpretato da Jeff Lima e doppiato da Paolo Vivio nelle stagioni 1 e 2 e da Stefano Broccoletti dalla stagione 6 alla 8. Fratello di Joe Cruz.
- Zoya (stagione 2), interpretata da Larisa Polonsky. Cugina di Otis. Si fidanzerà con Joe Cruz, ma in seguito lo lascerà.
- Rebecca Jones (stagione 2), interpretata da Daisy Betts e doppiata da Laura Lenghi. Candidata della Caserma 51 nella seconda stagione. Il padre, un vicecomandante, farà di tutto per metterla alle Pubbliche Relazioni, in ufficio, e questo porterà la ragazza al suicidio.
- Allison Rafferty (stagione 2), interpretata da Christine Evangelista. Paramedico che ha fatto dei turni con Leslie Shay all'ambulanza 61.
- Katie Nolan (stagione 2), interpretata da Brittany Curran. Sorellastra di Kelly Severide. Ha avuto una relazione con Otis.
- Gail McLeod (stagione 2), interpretata da Michelle Forbes.
- Donna Robbins (stagione 2-in corso), interpretata da Melissa Ponzio. Moglie del Comandante Boden. I due successivamente avranno un figlio, Terrence.
- Rick Newhouse (stagioni 2-3), interpretato da Edwin Hodge. Vigile del fuoco della Squadra di Soccorso 3 nella terza stagione.
- Chout (stagioni 2-5), interpretato da Alex Weisman e doppiato da Davide Albano. Paramedico che ha fatto dei turni con la caserma 51.
- Jack Nesbitt (stagioni 3-4), interpretato da Eric Mabius e doppiato da Alessio Cigliano. Proprietario di uno strip-club che commissiona a Casey una ristrutturazione. In seguito alla scoperta che Nesbitt traffica donne Casey farà da spia per la polizia.
- Katya L. Antov (stagione 3, guest star stagione 4), interpretata da Izabella Miko. Ballerina allo strip-club di Jack Nesbitt. Viene uccisa da lui perché lei voleva dare a Casey informazioni sul traffico di ragazze.
- Cappellano Orlovsky (stagioni 2-7), interpretato da Gordon Clapp e doppiato da Michele Gammino. Cappellano della Caserma 51.
- Scott Rice (stagione 3), interpretato da Warren Christie. Vigile del fuoco della Squadra di Soccorso 3 nella terza stagione.
- Dallas Patterson (stagione 4), interpretato da Brian J. White e doppiato da Riccardo Scarafoni. Vigile del fuoco che diventa Capitano della Squadra 3 al posto del Tenente Kelly Severide nella terza stagione.
- Nancy Casey (stagione 1), interpretata da Kathleen Quinlan e doppiata da Alessandra Korompay. Madre di Matthew Casey.
- Christie Casey (stagioni 1-3), interpretata da Nicole Forester. Sorella di Matthew Casey.
- Grant Smith (stagioni 4-5), interpretato da Guy Burnet e doppiato da Emanuele Ruzza. Ex marito di Stella Kidd.
- Comandante Ray Riddle (stagione 4), interpretato da Fredric Lehne e doppiato da Gerolamo Alchieri.
- Jamie Killian (stagione 4), interpretata da Rachel Nichols e doppiata da Federica De Bortoli. Avvocato, e nuovo interesse amoroso di Kelly Severide nella quarta stagione.
- Anna Turner (stagione 5), interpretata da Charlotte Sullivan. Donna malata di leucemia a cui Severide decide di donare il midollo osseo. Si innamoreranno, tuttavia la ragazza morirà a causa del cancro.
- Comandante Grissom (stagione 6), interpretato da Gary Cole e doppiato da Fabrizio Temperini.
- Hope Jacquinot (stagioni 6, 8), interpretata da Eloise Mumford e doppiata da Valentina Favazza. Amica di Sylvie Brett.
- Lily (stagioni 6-8), interpretata da Ariane Rinehart e doppiata da Chiara Oliviero. Fidanzata di Otis.
- Tom Van Meter (stagioni 6-in corso), interpretato da Tim Hopper, doppiato da Sergio Lucchetti dalla stagione 6 alla 11 e da Vittorio Guerrieri dalla stagione 12. Un capitano del dipartimento investigativo antincendio del CFD.
- Cappellano Kyle Sheffield (stagioni 7-8), Interpretato da Teddy Sears e doppiato da Fabrizio Manfredi. Nuovo cappellano della caserma. Ha una relazione con Sylvie. Viene lasciato all'inizio della ottava stagione.
- Kylie Estevez (stagioni 8-13), interpretata da Katelynn Shennett. La prima recluta del programma Ragazze col Fuoco, che diventa assistente d'ufficio del capo Boden, poi pompiere in un'altra casa finché Hermann non la recluta per salire a bordo dell'autopompa 51.
- Greg Grainger (stagione 9), interpretato da Jon-Micheal Ecker, doppiato da Francesco Venditti. Un tenente della Caserma 40, temporaneamente assegnato al Motore 51 dopo che Herrmann è partito per le vacanze. Frequenta casualmente Brett per un breve periodo, finché non si rende conto che lei non può impegnarsi a causa del suo legame con Casey.
- Mason Locke (stagioni 9-10), interpretato da Chris Mansa. Un ex detenuto che ha ricevuto un addestramento da vigile del fuoco durante il periodo trascorso in prigione, ma è stato espulso dal CFD a causa della sua fedina penale. Hermann lo aiuta a trovare un lavoro presso un corpo dei vigili del fuoco a St. Paul, in Minnesota. Dopo essere tornato a Chicago con la fedina penale pulita, Locke viene infine reclutato per il Camion 81 da Kidd, su sollecitazione di Hermann.
- Jason Pelham (stagione 10), interpretato da Brett Dalton e doppiato da Gianluca Crisafi. Tenente che verrà assegnato temporaneamente alla 51 dopo la partenza del Capitano Casey.
- Evan Hawkins (stagioni 10-11), interpretato da Jimmy Nicholas e doppiato da Alessandro Capra. Paramedico capo del Chicago Fire Department. Ha avuto una relazione con Violet Mikami. Rimane ucciso all'inizio dell'undicesima stagione.
- Emma Jacobs (stagioni 10-11), interpretata da Caitlin Carver. Un paramedico che ha temporaneamente sostituito Sylvie Brett.
- Derek Gibson (stagione 12), interpretato da Rome Flynn, doppiato da Manuel Meli. Un ex pugile con un passato oscuro. Abbandona la caserma per cercare cure a una tossicodipendenza.
- Jack Damon (stagioni 12-13), interpretato da Michael Bradway, doppiato da Giorgio Paoni. Un vigile del fuoco che si è unito al Camion 81 e che si è rivelato essere il fratellastro di Kelly Severide.
- Monica Pascal (stagione 13), interpretata da KaDee Strickland, doppiata da Eleonora Reti. La moglie separata del capo battaglione Dominick 'Dom' Pascal. È stata uccisa in un incidente d'auto.

### Personaggi degli spin-off
- Hank Voight, interpretato da Jason Beghe. Detective della polizia di Chicago. Ha avuto problemi con il tenente Casey perché voleva impedirgli di testimoniare contro il figlio, che aveva causato un incidente guidando in stato d'ebbrezza. Finisce in prigione ma successivamente esce, diventando Sergente dell'Unità di Intelligence. È il protagonista dello spin-off Chicago P.D.
- Antonio Dawson, interpretato da Jon Seda. Fratello di Gabriela Dawson. Lavora all'Unità di Intelligence. Fa parte dello spin-off Chicago P.D. Avrà una relazione con Sylvie Brett. Successivamente abbandonerà l'Intelligence ed entrerà a fare parte della procura di stato in Chicago Justice.
- Erin Lindsay, interpretata da Sophia Bush. Detective dell'Unità di Intelligence. Aiuterà Kelly Severide a prendere il criminale Keeler. Fa parte dello spin-off Chicago P.D.
- Jay Halstead, interpretato da Jesse Lee Soffer. Detective dell'Unità di Intelligence. Ha avuto una relazione con Gabriela Dawson. Fa parte dello spin-off Chicago P.D.
- Adam Ruzek, interpretato da Patrick John Flueger. Agente di polizia di Chicago P.D.
- Sergente Trudy Platt, interpretata da Amy Morton. Sergente di Chicago P.D. e moglie di Mouch.
- Kimberly "Kim" Burgess, interpretata da Marina Squerciati. Agente di polizia di Chicago P.D.
- Dr. Will Halstead, interpretato da Nick Gehlfuss. È il fratello di Jay e lavora come medico al Chicago Med (proveniente da crossover con Chicago Med).
- Dr. Daniel Charles, interpretato da Oliver Platt. È il primario del reparto di psichiatria del Chicago Med (proveniente da crossover con Chicago Med).
- April Sexton, interpretata da Yaya DaCosta. Infermiera del Chicago Med e amica di Kelly Severide (proveniente da crossover con Chicago Med).
- Connor Rhodes, interpretato da Colin Donnell, chirurgo specializzato in chirurgia d'urgenza (proveniente da crossover con Chicago Med).
- Ethan Choi, interpretato da Brian Tee (proveniente da crossover con Chicago Med).
- Sharon Goodwin, interpretata da S. Epatha Merkerson. Direttore sanitario del Chicago Medical Center (proveniente da crossover con Chicago Med).
- Maggie Lockwood, interpretata da Marlyne Barrett. Infermiera caporeparto del Pronto Soccorso del Chicago Med (proveniente da crossover con Chicago Med).

## Produzione
L'episodio pilota è stato ordinato dalla NBC nel gennaio 2012 e la regia è stata affidata a Jeffrey Nachmanoff. La serie è stata creata e sviluppata da Michael Brandt e Derek Haas, sotto la produzione del veterano Dick Wolf, noto creatore di Law & Order - I due volti della giustizia e i suoi spin-off. L'intera serie è stata ordinata nel maggio 2012. Dopo avere ordinato la scrittura di cinque sceneggiature aggiuntive il 25 ottobre 2012, il successivo 8 novembre NBC decise di ordinare una stagione completa della serie composta da ventiquattro episodi. La serie è stata poi rinnovata per una seconda e, il 19 marzo 2014, per una terza stagione. La NBC ha confermato la produzione di una quinta stagione. Il 10 maggio 2017 è stata confermata la produzione della sesta stagione, in partenza a settembre dello stesso anno negli Stati Uniti. Il 28 febbraio del 2020 la serie è stata rinnovata fino al 2023. Ma il 13 marzo dello stesso anno, le riprese dell'ottava stagione sono state sospese a causa della pandemia di COVID-19 che si è diffusa anche a Chicago e negli altri stati degli Stati Uniti d'America. Il 10 aprile 2023, la NBC ha rinnovato la serie per una dodicesima stagione composta da 13 episodi.
Tra i protagonisti della serie figurano Jesse Spencer, reduce dalle otto stagioni di Dr. House - Medical Division, nel ruolo del tenente Matthew Casey, Taylor Kinney nel ruolo dell'adrenalinico tenente Kelly Severide, e Monica Raymund nei panni del paramedico Gabriela Dawson.

## Spin-off
La serie ha generato gli spin-off Chicago P.D., in onda sempre sulla NBC dal gennaio 2014, e Chicago Med, in onda dal novembre 2015. È stata annunciata la produzione anche di un terzo spin-off intitolato Chicago Justice, che ha esordito negli Stati Uniti il 1º marzo 2017 con un crossover e si è concluso definitivamente il 14 maggio dello stesso anno.

## Crossover
Questa è la serie televisiva con più crossover: in quasi ogni episodio appaiono personaggi di altre serie TV sempre create da Dick Wolf. Sono presenti crossover con Law & Order: SVU, Chicago Med, Chicago Justice, Chicago PD e FBI